# Пицула, Тонино
Тонино Пицула, или Тонино Пикула, (хорв. Tonino Picula; род. 31 августа 1961, Мали-Лошинь, СР Хорватия, СФРЮ) — хорватский политический деятель левоцентристской Социал-демократической партии Хорватии (СДП), министр иностранных дел Республики Хорватии с 2000 по 2003 годы.

## Биография

### Молодые годы
Получил начальное и среднее образование в Шибенике. Окончил факультет гуманитарных и общественных наук (философский факультет) по направлению социология в университете Загреба. Был многолетним членом СДП, занимал должность секретаря международных отношений партии с 1993 по 2000 годы. Был участником Войны в Хорватии. Также возглавлял отделение Социал-демократической партии в Великой Горице с 1997 по 2000. Был депутатом хорватского парламента в течение нескольких созывов.

### Министр иностранных дел
После парламентских выборов 2000 года, на которых в составе широкой коалиции победила СДП под руководством Ивицы Рачан, был назначен министром иностранных дел до конца срока полномочий соответствующего правительства в 2003 году.
Во время его пребывания на должности Хорватия стала кандидатом на вступление в НАТО и ЕС.

### Поздние годы
Во время местных выборов в 2005 году был избран мэром Великой Горицы. После того, как в середине 2007 года умер от рака Ивица Рачан, Пицула включился в избирательную гонку за право стать его преемником на посту председателя партии, но проиграл в первом туре выборов Зорану Милановичу и Жельке Антунович. Является членом правления Ассоциации против насилия над детьми в семьях в Великой Горице.